# 경상북도립외동공공도서관
경상북도립외동공공도서관은 대한민국 경상북도 경주시 외동읍 소재의 도서관이다.

## 연혁
- 1988.04.20 : 월성군 외동도서관 개관
- 1989.01.01 : 경주군 외동도서관 명칭 변경 (법률 제4050호)
- 1991.03.26 : 경상북도립외동공공도서관 명칭 변경 (지방교육자치법률 제4347호)
- 2003.03.01 : 평생학습관 지정 (경상북도 평생학습관 운영에 관한 조례 제2조)
- 2003.08.29 : 디지털자료실 개실
- 2005.12.22 : 제1회 경북평생학습상 수상
- 2006.04.12 : 작은도서관(경주교육지원청내) 개관
- 2012.06.01 : 책놀이터 개실
- 2013.02.28 : 제45회 한국도서관상 단체상 수상
- 2013.12.02 : 2013년 공공도서관 평가 3위 수상